# Дом доброго пастыря (Братислава)
Дом доброго пастыря — памятник архитектуры и одна из достопримечательностей центра Братиславы, мещанский дом в стиле рококо, построенный во второй половине XVIII века
(нынешний адрес — Еврейская улица, д.1, Братислава).
Это одно из наиболее красивых зданий в стиле рококо в Братиславе.
Дом был построен в 1760—1765 гг. для некоего братиславского торговца.
Одно из немногих сохранившихся исторических сооружений в окрестностях Братиславского замка.
В 1975 году отреставрирован.
Городской музей открыл в доме уникальную экспозицию исторических часов.
Здесь можно познакомиться с различными видами часов периода XVII — начала XX века, однако основная коллекция часов датируется XVIII и XIX веками.
Часы сделаны в мастерских братиславских мастеров.